# 苏门答腊岛与西马来西亚的猪笼草
《苏门答腊岛与西马来西亚的猪笼草》（Nepenthes of Sumatra and Peninsular Malaysia）是由查尔斯·克拉克所著的关于苏门答腊、西马来西亚及周围岛屿上的猪笼草属食虫植物的专著。2001年，该书由自然历史出版社出版。查尔斯·克拉克将其描述为“生态学和分类学相统一的”著作。

## 创作背景
该书构思于1997年，为此他进行了三年深入研究，其中包括了15次野外考察及大量植物标本馆参观的成果。但也遇到了一些困难与挫折，其中包括1997年的“严重干旱”及接下来连续两年的政治动荡。该属包含的所有介绍到的物种中，查尔斯·克拉克仅在野外实地见到了3种。因亚齐省部分地区政治局势动荡，熔岩猪笼草（N. lavicola）所在地已不可触及，而细猪笼草（N. tenuis）的所在地在当时还未重新定位。查尔斯·克拉克所谓的瘦小猪笼草（N. gracillima），他也未在野外见到过；而该类群现已被确认为白猪笼草（N. alba）。

## 主要内容
该书详细描述了34个物种。还包括了2个“未描述及未完全鉴定的类群”：“Nepenthes species A”（之后被描述为硬叶猪笼草（N. rigidifolia））和“Nepenthes species B”（之后被描述为泉氏猪笼草（N. izumiae））。及3个“鲜为人知的类群”：翼状猪笼草（N. alata，之后被证明并不存在于该地区）、贝卡利猪笼草（N. beccariana）和容洪猪笼草（N. junghuhnii）。该专著还包含了18个自然杂交种的简短描述。
查尔斯·克拉克撤销了马修·杰布和马丁·奇克在其1997年的专著——《猪笼草属（猪笼草科）的框架性修订》中的几处分类修订。具体即是恢复长叶猪笼草（N. longifolia）、塔蓝山猪笼草（N. talangensis）和细猪笼草（N. tenuis）的物种地位，同时将梳状猪笼草（N. pectinata）视为裸瓶猪笼草（N. gymnamphora）的同物异名。此外，查尔斯·克拉克还以他妻子的名字命名了一个新物种——贾桂琳猪笼草（N. jacquelineae）。其还选取了18个自然杂交种做了简要说明。

### 所述物种
该书共介绍了34个有效物种。
1. 宽叶猪笼草
N. adnata
2. 白环猪笼草
N. albomarginata
3. 苹果猪笼草
N. ampullaria
4. 昂嘎桑猪笼草
N. angasanensis
5. 马兜铃猪笼草
N. aristolochioides
6. 本斯通猪笼草
N. benstonei
7. 邦苏猪笼草
N. bongso
8. 密花猪笼草
N. densiflora
9. 上位猪笼草
N. dubia
10. 疑惑猪笼草
N. edwardsiana
11. 真穗猪笼草
N. eustachya
12. 小猪笼草
N. gracilis
13. 瘦小猪笼草
N. gracillima
14. 裸瓶猪笼草
N. gymnamphora
15. 无刺猪笼草
N. inermis
16. 贾桂琳猪笼草
N. jacquelineae
17. 熔岩猪笼草
N. lavicola
18. 长叶猪笼草
N. longifolia
19. 麦克法兰猪笼草
N. macfarlanei
20. 迈克猪笼草
N. mikei
21. 奇异猪笼草
N. mirabilis
22. 卵形猪笼草
N. ovata
23. 莱佛士猪笼草
N. rafflesiana
24. 岔刺猪笼草
N. ramispina
25. 两眼猪笼草
N. reinwardtiana
26. 菱茎猪笼草
N. rhombicaulis
27. 血红猪笼草
N. sanguinea
28. 欣佳浪山猪笼草
N. singalana
29. 匙叶猪笼草
N. spathulata
30. 显目猪笼草
N. spectabilis
31. 苏门答腊猪笼草
N. sumatrana
32. 塔蓝山猪笼草
N. talangensis
33. 细猪笼草
N. tenuis
34. 多巴猪笼草
N. tobaica

鲜为人知的类群
1. 翼状猪笼草
N. alata
2. 贝卡利猪笼草
N. beccariana
3. 容洪猪笼草
N. junghuhnii

未被描述及未完全鉴定的类群
1. N. species A
（硬叶猪笼草）
2. N. species B
（泉氏猪笼草）

## 同行评议
分类学家简·斯洛尔在2002年3月的《食虫植物通讯》中对《苏门答腊岛与西马来西亚的猪笼草》进行了评述：
|  | 作者取得了巨大的成功，其研究了几乎所有出现于标题地区内的猪笼草物种，重新考察了它们的分类法，收集了关于生态学的新见解，并以高品质的照片将所有有价值的信息以简洁且有趣的形式呈现出来。 |

简·斯洛尔还写道：“文字间几乎没有明显的错误。”，并称赞其“以一种圆滑的方式”处理了“极富争议的分类问题”。
在2001年12月的《澳大利亚食虫植物协会公报》上，罗伯特·吉布森写道：
|  | 总而言之，这本书以引人注目的照片和深思熟虑的文字将生态学和分类学有机的统一起来。因此，对于自然历史科学家及食虫植物爱好者极具吸引力。其为食虫植物书籍树立了一个更高的标准……。 |

伊沃·库代拉也在2002年的《Trifid》上对《苏门答腊岛与西马来西亚的猪笼草》进行了评述。